# Liste des programmes diffusés par ICI Radio-Canada Télé
Ceci est la liste des programmes actuellement, anciennement et prochainement diffusés par ICI Radio-Canada Télé, le réseau en langue française de la Société Radio-Canada.

## Grille des programmes
Les séries télévisées et les feuilletons télévisés sont en rose ; les émissions de divertissement en jaune ; les films en marron et les émissions d'informations en vert.

### Soirée(Automne 2012)
|          | 19 h 00                | 19 h 30                | 20 h 00                 | 20 h 30                 | 21 h 00                | 21 h 30                |
| Lundi    | 30 vies                | Les Parent             | L'Auberge du chien noir | L'Auberge du chien noir | Nouvelle Adresse       | Nouvelle Adresse       |
| Mardi    | 30 vies                | La Facture             | Unité 9                 | Unité 9                 | Mémoires vives         | Mémoires vives         |
| Mercredi | 30 vies                | L'Épicerie             | Les Enfants de la télé  | Les Enfants de la télé  | Les Pêcheurs           | La théorie du K.O.     |
| Jeudi    | 30 vies                | Infoman                | Les dieux de la danse   | Les dieux de la danse   | Enquête                | Enquête                |
| Vendredi | Un chef à l'oreille    | Un chef à l'oreille    | Stéréo Pop              | Stéréo Pop              | Gala Comédi Ha!        | Gala Comédi Ha!        |
| Samedi   | En direct de l'univers | En direct de l'univers | Downton Abbey           | Downton Abbey           | Le clan                | Le clan                |
| Dimanche | Découverte             | ICI Laflaque           | Tout le monde en parle  | Tout le monde en parle  | Tout le monde en parle | Tout le monde en parle |

## Émissions
- Émissions diffusées sur la Télévision de Radio-Canada depuis 1952

### Magazines

#### Magazines d'information
- Les Coulisses du pouvoir, magazine hebdomadaire rendant compte des affaires politiques actuelles au pays ainsi qu'un compte rendu de la situation à l'Assemblée nationale du Québec et à la Chambre des communes[1]. Il est présenté chaque dimanche à 11 h par Emmanuelle Latraverse depuis septembre 2011, remplaçant Daniel Lessard à la suite de son départ en retraite[2].
- Enquête, magazine d'information hebdomadaire exposé sous forme d'investigation, présenté tous les jeudis à 20 h par Alain Gravel[3].
- Second regard, magazine hebdomadaire proposant chaque dimanche à 13 h 30 une autre vision de l'actualité, actuelle ou passée[4].

#### Magazines de société
- L'Épicerie, magazine hebdomadaire mettant au banc d'essai divers produits alimentaires, et proposant des astuces de cuisine. Il est présenté chaque mercredi à 19 h 30 par Johane Despin et Denis Gagné[5].
- La Facture, magazine hebdomadaire soulevant les préoccupations des consommateurs. Il est présenté par Pierre Craig les mardis à 19 h 30[6].
- La Semaine verte, magazine hebdomadaire soulevant les questions concernant le monde rural et agricole. Il est présenté par Errol Duchaine chaque samedi à 17 h[7].

#### Magazines de découverte
- Découverte, magazine de vulgarisation scientifique, présenté par Charles Tisseyre les dimanches à 18 h 30[8].

#### Magazines religieux
- Le jour du Seigneur, proposant chaque dimanche à 10 h des entrevues, reportages, et nouvelles sur l'Église catholique[9].

### Divertissement
Les émissions les plus populaires diffusées sur Radio-Canada sont les émissions de divertissement, selon le bureau de mesure d'audience, BBM.

#### Les émissions de variété
- Radio-Canada propose le talk-show Tout le monde en parle, concept issue de l'émission française du même nom. Il s'agit en 2009 du programme le plus populaire du réseau[10].
- Pénélope McQuade propose un rendez-vous quotidien éponyme du lundi au jeudi à 21 h où elle reçoit des personnalités de tous les domaines (aussi bien du milieu artistique que politique) qui font l'actualité[11].

#### Les jeux
Radio-Canada diffuse quotidiennement en semaine des jeux télévisés, souvent avant l'heure des repas et des téléjournaux (donc dans les tranches de 11 à 12 h et de 17 à 18 h).
- L'union fait la force, en semaine 17h30

#### Autres programmes
- Amour, haine et propagande (Québec)
- Ayoye! (Québec)
- 19-2 (HD) (Québec)
- 30 vies (HD) (Québec)
- 4 et demi... (Québec)
- 5 sur 5 (HD) (Québec)
- Amandine Malabul
- Auberge du chien noir, L' (HD) (Québec)
- Apparences
- Aveux
- Beautés désespérées (États-Unis)
- Blanche
- Les Belles Histoires des pays d'en haut (Québec)
- Boys, Les (Québec)
- C.A. (HD) (Québec)
- Capsules culturelles
- Casino (HD) (Québec)
- La Chasse aux trésors (France)
- Chère Betty (HD) (États-Unis)
- Cinéma
- Code Lyoko
- La Cour de récré
- La Course autour du monde
- Deuxième chance (Québec)
- Des kiwis et des hommes (HD) (Québec)
- Dre Grey, leçons d'anatomie (HD) (États-Unis)
- Du cœur au ventre (HD) (Québec)
- Embargo (Ontario)
- Et Dieu créa… Laflaque (Québec)
- Les Étoiles filantes (Québec)
- Les Filles de Caleb
- Le Francophonissime
- FranCœur (Ontario )
- Fred-dy
- La fosse aux lionnes (HD) (Québec)
- La Galère
- Grand-Papa
- Le Grand Raid
- Grosse vie (HD) (Québec)
- Les Hauts et les Bas de Sophie Paquin (Québec)
- L'heure de gloire (HD) (Québec)* Ici Interpol (Grande-Bretagne)
- Ici Louis-José Houde (HD) (Québec)
- Infoman (Québec)
- Les Invincibles (Québec)
- Joindre les deux bouts
- Kif-Kif (Québec)
- Kim Possible (États-Unis)
- Lance et compte (Québec)
- La Bande a Ovide
- La Légende du dragon d'or
- La Maison de Ouimzie (Canada)
- La Petite Séduction (Québec)
- La Petite Vie (Québec)
- La Vie selon Annie
- Le match des étoiles (HD) (Québec)
- Le Moment de vérité (HD) (Québec)
- Le Monde de Charlotte* Les Barons de la pègre (États-Unis) *

Les Envahisseurs (États-Unis)
- Les oursons volants
- Les Pieds dans la marge (Québec)
- Minuit, le soir (Québec)
- Mirador (HD) (Québec)
- Musée Éden (HD) (Québec)
- On fait tous du show business (Québec)
- Paquet voleur (HD) (Québec)
- Passe-Partout (Québec)
- Passion sports (HD) (Québec)
- Pendant ce temps, devant la télé (Québec)
- Perdus (HD)
- Pour le plaisir (HD) (Québec)
- Providence (HD) (Québec)
- Pyramide (Québec)
- Quadra
- 15/A
- Ricardo (Québec)
- Roxy
- Rumeurs (Québec)
- Science point com
- La Semaine verte (Québec)
- Téléjournal, Le (Québec)
- Téléjournal midi, Le (Québec)
- Téléjournal régional, Le (Québec)
- Temps d'une paix, Le (Québec)
- Terre humaine (Québec)
- Tout sur moi (Québec)
- Trauma (HD) (Québec)
- Tudors, Les (HD)
- Un monde à part (Québec)
- Union fait la force (L') (HD) (Québec)
- Un gars, une fille (Québec)
- Urgences (États-Unis)
- La Vie, la vie (Québec)
- Virginie (Québec)
- Watatatow (Québec)
- W.I.T.C.H.
- La Zone (HD) (Québec)